# مونگاگوا
مونگاگوا (به پرتغالی: Mongaguá) یک شهر و شهر و شهرداری در برزیل است که در ایالت سائو پائولو واقع شده‌است. مونگاگوا ۱۴۱٫۸۷ کیلومتر مربع مساحت و ۵۲٬۴۹۲ نفر جمعیت دارد و ۸ متر بالاتر از سطح دریا واقع شده‌است.